# Los Yébenes
Los Yébenes é um município da Espanha na província de Toledo, comunidade autónoma de Castilla-La Mancha, de área 676,98 km² com população de 6341 habitantes (2006) e densidade populacional de 9,13 hab/km².

## Demografia
| Variação demográfica do município entre 1991 e 2004 | Variação demográfica do município entre 1991 e 2004 | Variação demográfica do município entre 1991 e 2004 | Variação demográfica do município entre 1991 e 2004 |
| --------------------------------------------------- | --------------------------------------------------- | --------------------------------------------------- | --------------------------------------------------- |
| 1991                                                | 1996                                                | 2001                                                | 2004                                                |
| 6654                                                | 6573                                                | 5905                                                | 6183                                                |